# حسن المعتز
حسن المعتز (انگلیسی: Hassan El Mouataz؛ زادهٔ ۲۱ سپتامبر ۱۹۸۱) بازیکن فوتبال اهل مراکش است.
از باشگاه‌هایی که در آن بازی کرده‌است می‌توان به باشگاه فوتبال ارتش سلطنتی مراکش، باشگاه فوتبال لوکرن اوست والاندرن، و باشگاه فوتبال الرجا اشاره کرد.
وی همچنین در تیم ملی فوتبال مراکش بازی کرده‌است.